# QuantAttack
QuantAttack（クアントアタック）とは、TISと大阪大学量子情報・量子生命研究センターが開発した、無料のゲームである。

## 概要
このゲームは、画面の中で移動するブロックを消去する、いわゆる「落ちゲー」である。落ちゲーの例として、「テトリス」や「ぷよぷよ」が挙げられる。チュートリアルのほかに一人プレイモード、CPUとの対戦モードなどもある。
また、一人プレイモードの中にはゲームオーバーになるまで得点を増やすエンドレスモード、２分間でできるだけ得点を増やすラッシュモードがある。
量子計算の理論を手軽に理解できるゲームであり、高得点を出すにはそれについて理解する必要がある。